# Transdev TVO
Ne doit pas être confondu avec Trans Val-d'Oise, autre filiale de Transdev Île-de-France.
Transdev TVO est une filiale du groupe Transdev en région Île-de-France.

## Histoire
Exploité depuis 1982 par la société TVO, le Dobus est supprimé en juin 2006 faute de rentabilité. Elle comptait en moyenne 120 voyageurs par jour en 2005 et seulement une soixantaine en juin 2006. La ville de Domont rouvre la ligne en septembre 2006 en l'exploitant intégralement  puis à partir du 1er janvier 2007, la ligne circule toute la journée sur appel téléphonique en desservant les lieux fréquentés de la ville.
En septembre 1999, la société exploite la nouvelle gare des transports publics à Argenteuil, chiffrée à 34,5 millions de francs. La nouvelle gare routière dispose d'une correspondance avec seize lignes de bus. De plus, elle est équipée d'une signalétique et d'un bureau de vente unique des titres de transports et voit en 2001 l'apparition d'un système d'information dynamique sur les temps d'attente.
Au 1er janvier 2022, les réseaux Bus en Seine et R'Bus exploités par TVO sont fusionnés au sein du réseau de bus Argenteuil - Boucles de Seine, exploité par le groupe Keolis à la suite de l'ouverture à la concurrence (lot n°33) . De ce fait, TVO perd l'ensemble de ses lignes. La société continue cependant d'exploiter les gares routières du réseau de bus Argenteuil - Boucles de Seine. L'entreprise avait déjà perdu les lignes du réseau Valmy, remplacé par le réseau de bus de la Vallée de Montmorency le 1er août 2021, qui est exploité par une autre filiale de Transdev dénommée Transdev Valmy.

## Exploitation
Transports du Val-d'Oise (TVO) est une entreprise de transport en commun de la région parisienne, basée à Argenteuil, dans le département du Val-d'Oise (France). Elle fait partie du groupe Transdev et exploite également des lignes de bus des réseaux Bus en Seine et R'Bus (Argenteuil).
Exploité jusqu'en 1999 par la société VIA-GTI avant son rachat par la SNCF, le réseau (environ 100 millions de francs de chiffre d'affaires et 300 salariés) est racheté conjointement par CGEA Transport, alors filiale de Vivendi, et la RATP. Cette entrée dans le capital d'un réseau privé est une première pour la RATP. Par ailleurs, la régie récupère l'exploitation du réseau R'Bus dont l'entreprise exploite déjà plusieurs expérimentions dans le cadre de la politique d'Argenteuil. En avril 2000, CGEA Transport devient Connex.
Le siège social de l'entreprise est au no 1 du chemin du Clos Saint-Paul, à Saint-Gratien.
Le dépôt de TVO se trouve au no 18 de la rue Jean-Poulmarch à Argenteuil.

## Identité visuelle

Ancien logo  TVO VIA-GTI
Ancien logo TVO.
Logo TVO avant disparition le 1er janvier 2022.